# 쓰키지구치역
쓰키지구치역(축지구역, 일본어: 築地口駅, つきじぐちえき)은 일본 아이치현 나고야시 미나토구에 위치한 철도역이다.

## 역 구조
상대식 승강장 2면 2선의 지하역이다. 2011년 3월 27일부터 역 업무는 일본 통운에 위탁되고 있다.

### 타는 곳
| 1 | 〓 메이코 선 | 나고야코 방면                                                   |
| 2 | 〓 메이코 선 | 가나야마 방면 ■ 지하철 메이조 선에 직결 운행 사카에·오조네 방면 |

## 역 주변
- 보트피아 나고야
- 쓰키지 신사
- 일본공산당 나고야 항·미나미·미즈호 지구 위원회, 미나토 구 위원회
- 쓰키지 공설 시장
- 쓰키지구치 상점가
- 메이코도리 상점가
- 나고야 시 의사회 간호전문학교
- 나고야 시 도로 에가와 선
- 국도 제23호선
- 국도 제154호선

## 역사
- 1971년 3월 29일: 영업 개시.
- 2004년 10월 6일: 4호선의 나고야다이가쿠 ~ 아라타마바시 역간 개업에 따라 노선 이름의 명칭을 메이코 선으로 지정함.

## 인접역
| 나고야 시 교통국 〓 지하철 메이코 선 | 나고야 시 교통국 〓 지하철 메이코 선 | 나고야 시 교통국 〓 지하철 메이코 선 |
| ------------------------------------ | ------------------------------------ | ------------------------------------ |
| E 07 나고야코 나고야코 방면          |                                      | 미나토쿠야쿠쇼 E 05 가나야마 방면    |